# Dora Markus
Dora Markus è una lirica della raccolta Le occasioni di Eugenio Montale, forse una delle più note.

## Storia
Poesia scritta tra il 1928 e il 1939, trae spunto dalla figura di una giovane austriaca di origini ebraiche, Dora Markus, che Montale non aveva conosciuto personalmente ma di cui gli aveva parlato l'amico Bobi Bazlen, inviandogli una foto delle gambe di Dora e indicandola come amica di Gerti Fránkl Tolazzi, di Graz (anche se viveva a Trieste), di cui il poeta parla in Carnevale di Gerti (1928), nella stessa raccolta; la foto sembra esser stata scattata dalla stessa Gerti.

A Marina di Ravenna una piazza è intitolata a Dora Markus.

## Analisi del testo
L'inizio della poesia descrive il mare alto, con rare figure umane, in una primavera "inerte, senza memoria"; Dora dal porto di Ravenna indica una "sponda" invisibile, un luogo sconosciuto che è la sua "patria vera". Il poeta immagina Dora che gli parla con toni irrequieti, e il suo cuore in un "lago d'indifferenza". Il "topo bianco, d'avorio" è l'amuleto salvifico che consente a Dora di esistere, e di superare l'inquietudine.
Nella seconda parte (scritta svariati anni dopo la prima, ormai alle soglie della guerra) Dora invece diventa l'amica Gerti ed è a casa, in Carinzia, "Ravenna è lontana" con la sua "fede feroce" che è la campagna razziale fascista, ma non vi è un luogo che ella senta davvero come patria. I "ritratti d'oro" dei suoi antenati esprimono la malinconia della visione di una civiltà al tramonto; si sente l'imminenza della guerra, espressa dall'"armonica guasta nell'ora / che abbuia, sempre più tardi". Ormai più nulla è recuperabile e non si può più rimediare, "... è tardi, sempre più tardi" e il destino di quella donna e del suo tempo sembra segnato in un modo che nessuno riesce a fermare.